# Lösdrift

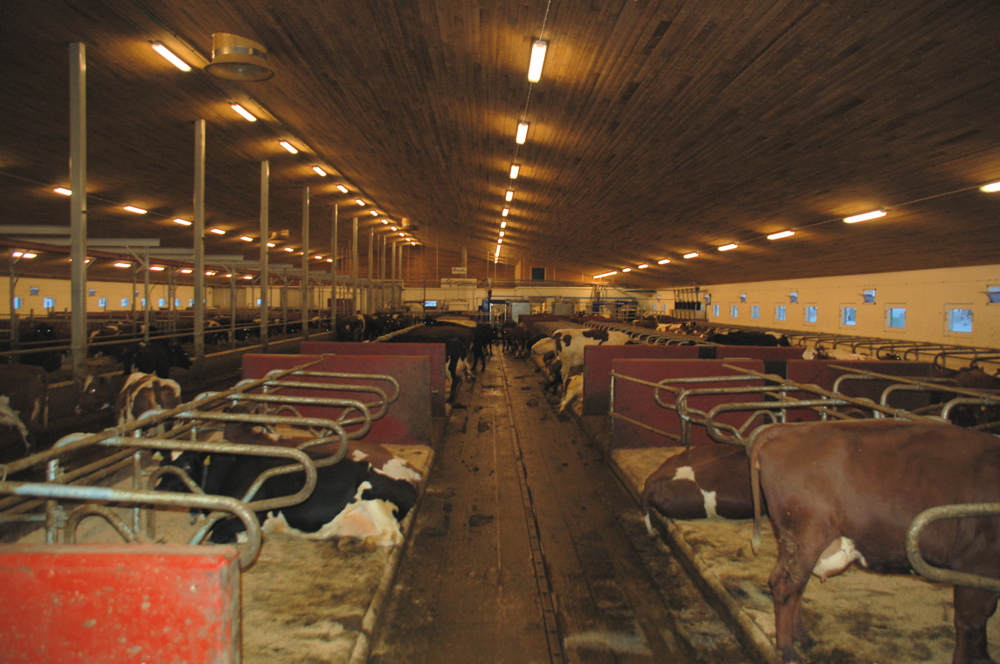
Lösdrift.

Lösdrift är ett inhysningssystem för nötkreatur som innebär att djuren inte hålls uppbundna utan kan röra sig fritt inom en viss yta. Mjölkkor i lösdrifter mjölkas antingen i en mjölkgrop eller av en mjölkningsrobot. När de inte mjölkas kan korna vila sig i liggbås eller röra sig fritt på skrapade gångar. 
Lösdrifter är, per koplats, ofta dyrare att bygga än ladugårdar med uppbundna djur eftersom mjölkningssystemet blir dyrare och golvytebehovet större. En teknik för att hålla nere byggkostnaderna är s.k. kalla lösdrifter där man bygger en helt oisolerad byggnad för korna och en mindre isolerad avdelning för mjölkgropen. Korna klarar sig bra i kylan, även om de förbrukar lite extra foder, medan arbetsmiljön inte sällan blir mer lidande. ett argument för att ha kall lösdrift är att djuren blir friskare och människan med om man klär sig rätt. Dessutom krävs det särskilda tekniska inrättningar för att till exempel försäkra sig om att vattenledningarna inte fryser. 
Trots sina nackdelar är varma lösdrifter förstahandsvalet vid nästan all nybyggnation för mjölkproduktion. Fördelar som bättre arbetsmiljö och trevligare miljö för djuren väger tyngre än de ekonomiska argumenten. När det byggs nytt för nötköttsproduktion är däremot kalla lösdrifter populärare, särskilt eftersom man då inte behöver bygga någon dyr isolerad mjölkningsavdelning. 
Mjölkkor i lösdrift har ofta transpondrar för att de ska kunna få individuell utfodring i särskilda kraftfoderautomater. Grovfodret är det fri tillgång till vid ett foderbord. Ett alternativ som vinner alltmer terräng är olika fullfoder-system.